# Jack Nance
Jack Nance, właściwie Marvin John Nance (ur. 21 grudnia 1943 w Bostonie, zm. 30 grudnia 1996 w Pasadenie) – amerykański aktor.
Znany głównie z filmów Davida Lyncha: Głowa do wycierania, Blue Velvet, Dzikość serca, Zagubiona autostrada oraz z serialu Miasteczko Twin Peaks.